# Paraophthalmosaurus
Paraophthalmosaurus (gr. "cerca de Ophthalmosaurus") es un género extinto de ictiosaurio oftalmosáurido, que vivió a finales del período Jurásico (el Titoniense). Sus fósiles han sido hallados en la Rusia europea. La especie Yasykovia kabanovi fue considerada como sinónimo de Paraophthalmosaurus kabanovi.

## Descripción
Paraophthalmosaurus tenía una longitud entre 2 a 4 metros. Más grande hallazgo fósiles  hecho en Óblast de Uliánovsk.

## Etimología
El nombre del género se deriva del nombre de Ophthalmosaurus y "para" — "proximo". El nombre de la especie P. saveljeviensis se deriva de Savel’evskii yacimiento. El nombre de la especie P. saratoviensis se deriva de Saratov. P. kabanovi nombrado por el paleontólogo K. Kabanov.